# Rue de la Levrette
La rue de la Levrette est une ancienne voie de Paris qui était située dans l'ancien 9e arrondissement (actuel 4e arrondissement) et qui a fusionné lors de l'ouverture de la rue de Lobau en 1838.

## Origine du nom
Cette rue prit ce nom en raison d'une enseigne.

## Situation
Située dans l'ancien 9e arrondissement, quartier de l'Hôtel-de-Ville, la rue de la Levrette reliait la Seine au chevet de l'église Saint-Jean-en-Grève. Elle commençait aux 136-138, rue de la Mortellerie et finissait aux 16-18, rue du Martroi-Saint-Jean.
Les numéros de la rue étaient noirs. Le dernier numéro impair était le no 3 et il n'y avait pas de numéro pair.

## Historique
En 1491, elle était appelée « ruelle aux Poissons » puis, en 1552, elle est connue sous le nom de « rue des Trois-Poissons ».
Elle est citée sous le nom de « rue de la Levrette » dans un manuscrit de 1636.
Au XVIIe siècle, elle prend le nom de « rue Pernelle » qu'elle porte de la rue du Martroi-Saint-Jean jusque sur le quai de la Grève.
En 1838, lors des travaux de restauration et d'agrandissement de l'hôtel de ville de Paris et la restructuration du quartier et des rues alentour, la rue de la Levrette est fusionnée dans une nouvelle voie.
Le ministre de l'Intérieur, Camille Bachasson, comte de Montalivet, fait rapport au roi le 14 décembre 1838 d'une demande du préfet de la Seine, Claude Philibert Barthelot de Rambuteau :
« Plusieurs des rues qui entourent l'hôtel de ville de Paris portent des noms bizarres et insignifiants, M. le préfet de la Seine pense qu'il conviendrait de profiter de la reconstruction de ce monument pour changer ces noms, et y substituer ceux d'hommes qui ont rendu d'éminents services à la ville de Paris, ou contribué à son embellissement. Parmi eux, on doit distinguer surtout l'illustre guerrier que la France vient de perdre, qui pendant huit ans a commandé la garde nationale de Paris avec tant de zèle et de succès, et dont le souvenir glorieux se liera désormais à l'histoire de cette ville.
Le préfet demande que le nom de Lobau soit donné à la rue bordant la façade orientale de l'hôtel de ville, et formée des trois rues actuellement dénommées Pernelle, de la Levrette et du Tourniquet. »
Le roi accepte le jour même que la nouvelle voie soit dénommée rue de Lobau.